# Дюнамюндський замок
Дюнамю́ндський за́мок (нім. Schloss Dünamünde) — у 1305 — 1680 роках замок в Латвії,  в місцевості Дюнамюнде (сучасна Даугавгріва, Рига). Розташовувався на правому березі річки Дюна (сучасна Західна Двіна), в районі її старого русла. Збудований 1305 року силами Лівонського відділу Тевтонського ордену на місці Дюнамюндського монастиря цистеріанців. Через торговельний конфлікт Ордену із Ригою захоплений ризькими міщанами 1329 року, але за втручання Ризького архієпископства 1435 року повернувся до лівонських лицарів. 1483 року, внаслідок блокади Орденом ризької торгівлі, вдруге захоплений міщанами і зруйнований дощенту. 1497 року перебудований Орденом на велику твердиню, що мала 4 башти, 5 бастей і рів. 1550 року укріплений малими італійськими бастіонами. Після ліквідації Лівонського ордену в ході Лівонської війни перейшов після 1561 року під контроль поляків. Укріплений 1582 року за наказом польського короля Стефана Баторія. Втратив первісне стратегічне значення після зміни русла річки Дюни і появи нового гирла (Ноймюнде, нім. Neumünde) в 1567 році. З початком польсько-шведської війни захоплений шведами в 1600 році, які збудували поруч із замком в районі нового гирла Ноймюндський шанець. В ході польсько-шведських воєн замок і шанець переходили із рук в руки (1609, 1617, 1621), але 1628 року залишилися за шведами. 1641 року шведські інженери перебудували шанець на фортецю, а 1680 року зруйнували замок, використавши його матеріали для укріплення фортеці.